# Tzotzilthelphusa
Tzotzilthelphusa is een geslacht van kreeftachtigen uit de klasse van de Malacostraca (hogere kreeftachtigen).

## Soort
- Tzotzilthelphusa villarosalensis Villalobos & Álvarez, 2013